# 勒爾巴赫河 (美因河支流)
49°45′59.3″N 9°10′50.3″E / 49.766472°N 9.180639°E

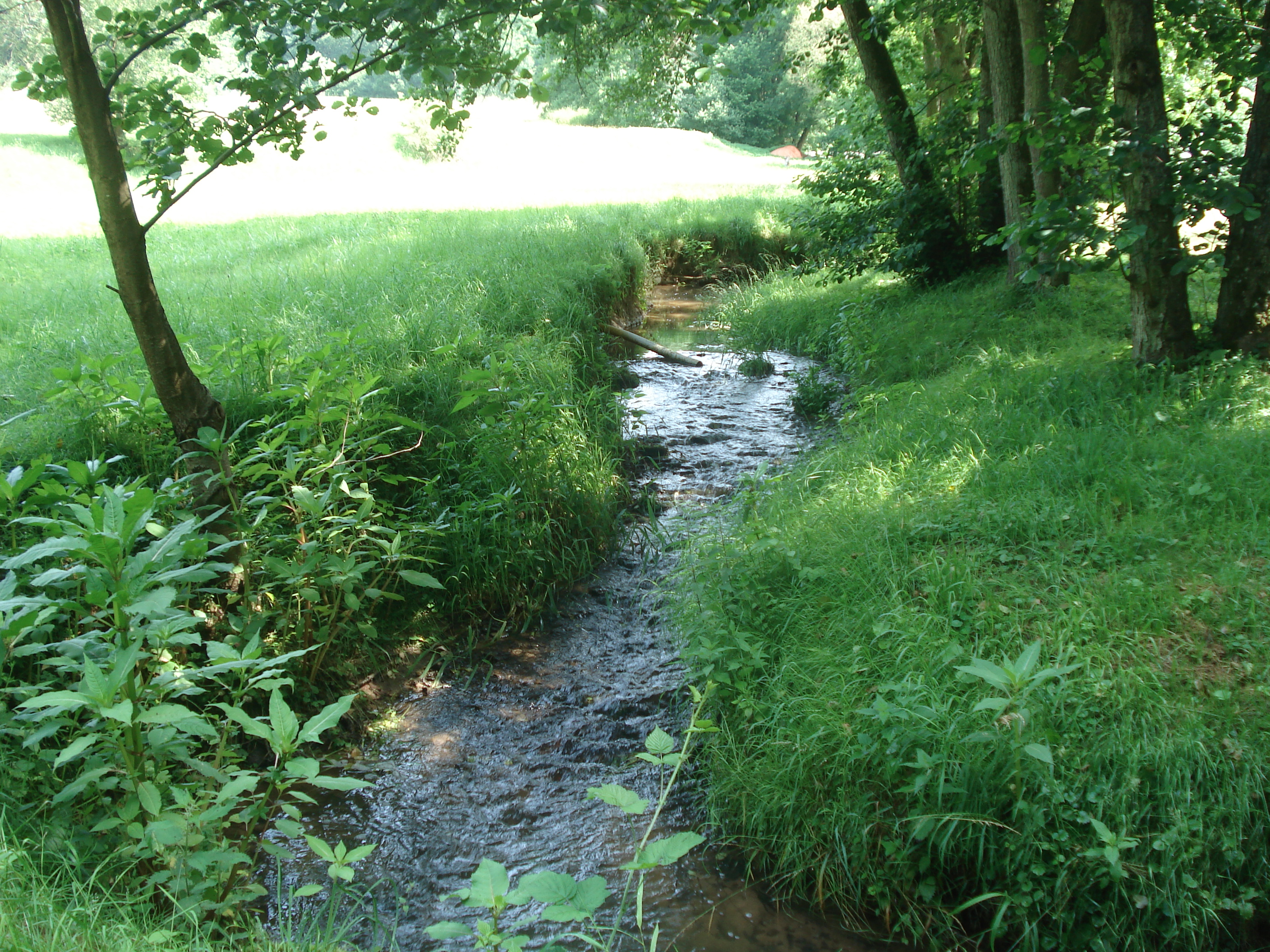

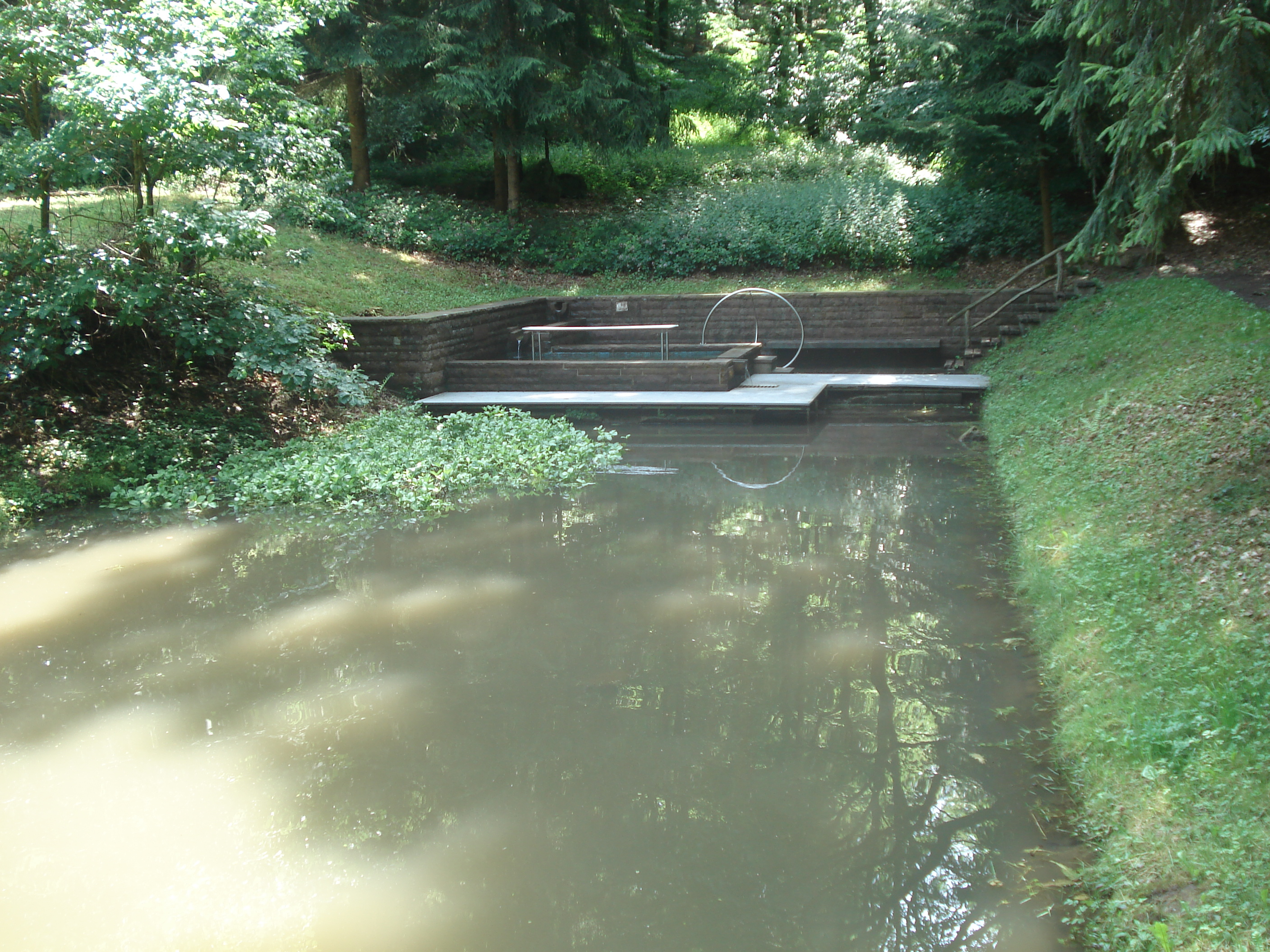

勒爾巴赫河（德語：Röllbach），是德國的河流，位於該國東南部，由巴伐利亞負責管轄，屬於美因河的右支流，河道全長8.1公里，流域面積8.01平方公里。